# Anne-Catherine Ott
 (février 2025).
Si vous disposez d'ouvrages ou d'articles de référence ou si vous connaissez des sites web de qualité traitant du thème abordé ici, merci de compléter l'article en donnant les références utiles à sa vérifiabilité et en les liant à la section « Notes et références ».
Anne-Catherine Ott, née le 19 mars 1982 à Saverne, est une illustratrice de récits de fantasy. Elle travaille en collaboration avec la scénariste Isabelle Bauthian.

## Biographie
Anne-Catherine Ott a intégré l'École des Métiers du Cinéma d'Animation à Angoulême. Elle collabore avec Isabelle Bauthian pour publier sa première série : Havre, à partir de 2010.

## Œuvre

### Bandes dessinées
- Série Havre, Ankama Éditions :
  - Tome 1 : La Sorcière et le Nécromancien, 2010
  - Tome 2 : Le Pistolero, 2011
  - Tome 3 : Les Illuminés et les Obscurs [1], 2012
- Série Versipelle, Akileos :
  - Tome 1 : Hiver, 2016
  - Tome 2 : Été, 2017